# گالاپیلاگاما
گالاپیلاگاما (به لاتین: Galapilagama) یک منطقهٔ مسکونی در سری‌لانکا است که در استان جنوبی (سری‌لانکا) واقع شده‌است.